# Dissection de l'artère coronaire
 Mise en garde médicale
La dissection spontanée de l'artère coronaire (SCAD) est une maladie rare, survenant essentiellement chez la femme et pouvant se traduire par une angine de poitrine ou un infarctus du myocarde.

## Historique
La première description autopsique date de 1931.

## Mécanisme
Comme toute dissection artérielle, elle consiste en un clivage de l'artère coronaire avec formation d'un faux chenal, parallèle à la lumière du vaisseau et pouvant comprimer ou occlure cette dernière. La dissection peut également rompre l'artère, créant une hémorragie intra péricardique (appelé hémopéricarde).
Elle peut être spontanée ou secondaire à un geste sur l'artère (coronarographie et/ou angioplastie coronaire)
La cause de la dissection est inconnue. Il existe dans deux tiers des cas une dysplasie fibromusculaire. Une déchirure de l'intima est inconstante, faisant suspecter le rôle d'un saignement des micro-vaisseaux de la media artérielle (« vas vasorum »). Il n'existe pas, en règle, d'inflammation locale.
Il existe une participation génétique. Ainsi, un variant du gène PHACTR1 est associé avec un risque augmenté de dissection spontanée d'une artère coronaire.

## Épidémiologie
La dissection spontanée est plus fréquente chez la femme autour de la quarantaine. Elle serait la cause d'entre 1 et 4 % des syndromes coronariens aigus mais près d'un tiers des infarctus de la femme de moins de 50 ans. Le post-partum semble être un facteur de risque, surtout au premier mois. Un stress émotionnel est retrouvé dans un peu moins de la moitié des cas. Elle est retrouvée entre moins d'une à deux coronarographies sur 1000. Chez l'homme, un exercice violent est retrouvé dans un peu moins d'un cas sur deux précédent l’évènement.
L'artère la plus souvent concernée est l'artère interventriculaire antérieure.
Une maladie vasculaire (syndrome de Marfan, syndrome d'Ehlers-Danlos...) est trouvée dans moins de 5 % des cas. 

## Clinique
La dissection peut se traduire par un angor instable, le plus souvent par un infarctus du myocarde, plus rarement par une mort subite sans particularité spécifique.

## Diagnostic
Il est fait au cours d'une coronarographie montrant la présence d'un faux chenal, souvent en virole, le long du vrai chenal. Cet examen peut être aidé par une échographie endo-coronaire ou par une tomographie en cohérence optique. 
l'utilisation du scanner coronaire permet de mettre en évidence le trait de dissection et l'hématome intramural.

## Traitement
La prise en charge de la dissection spontanée d'une artère coronaire a fait l'objet de la publication de recommandations. Celles de l'« European Society of Cardiology » datent de 2018.
L'infarctus du myocarde, s'il a lieu, nécessite un traitement spécifique (hospitalisation, bêta-bloquants, inhibiteurs de l'enzyme de conversion...)
Sur l'artère elle-même, suivant l'importance de la dissection et la taille de l'artère, peuvent être proposées une chirurgie de pontages, une angioplastie coronaire avec pose d'un stent, un simple traitement médicamenteux. l'angioplastie est souvent techniquement difficile avec un taux d'échecs important. Une guérison spontanée de l'aspect coronarographique est possible et fréquente. C'est pourquoi une surveillance simple (sans geste de revascularisation) est le plus souvent proposée.
En dehors de la revascularisation, l'utilité d'un traitement anticoagulant ou antiagrégant reste discuté, ces derniers facilitant, en théorie, l'extension du saignement dans la paroi artérielle. De même, la mise systématique sous statines n'est pas logique, ne s'agissant pas d'une manifestation de l'athérome.
La recherche systématique d'une autre atteinte artérielle d'une dysplasie fibromusculaire doit être faite, en particulier au niveau des artères rénales et carotidiennes.

## Évolution
Elle peut récidiver dans un cas sur dix, favorisée par l'hypertension artérielle, avec un effet protecteur des bêta-bloquants. D'autres études montrent cependant un risque de récidive bien moindre.